# Бар (Италия)
Вижте пояснителната страница за други значения на Бар.
Ба̀р (на италиански и на френски: Bard, на местен диалект: Bar) е село и община в Северна Италия, автономен регион Вале д'Аоста. Разположено е на 400 m надморска височина. Населението на общината е 132 души (към 2010 г.).